# Раменское викариатство

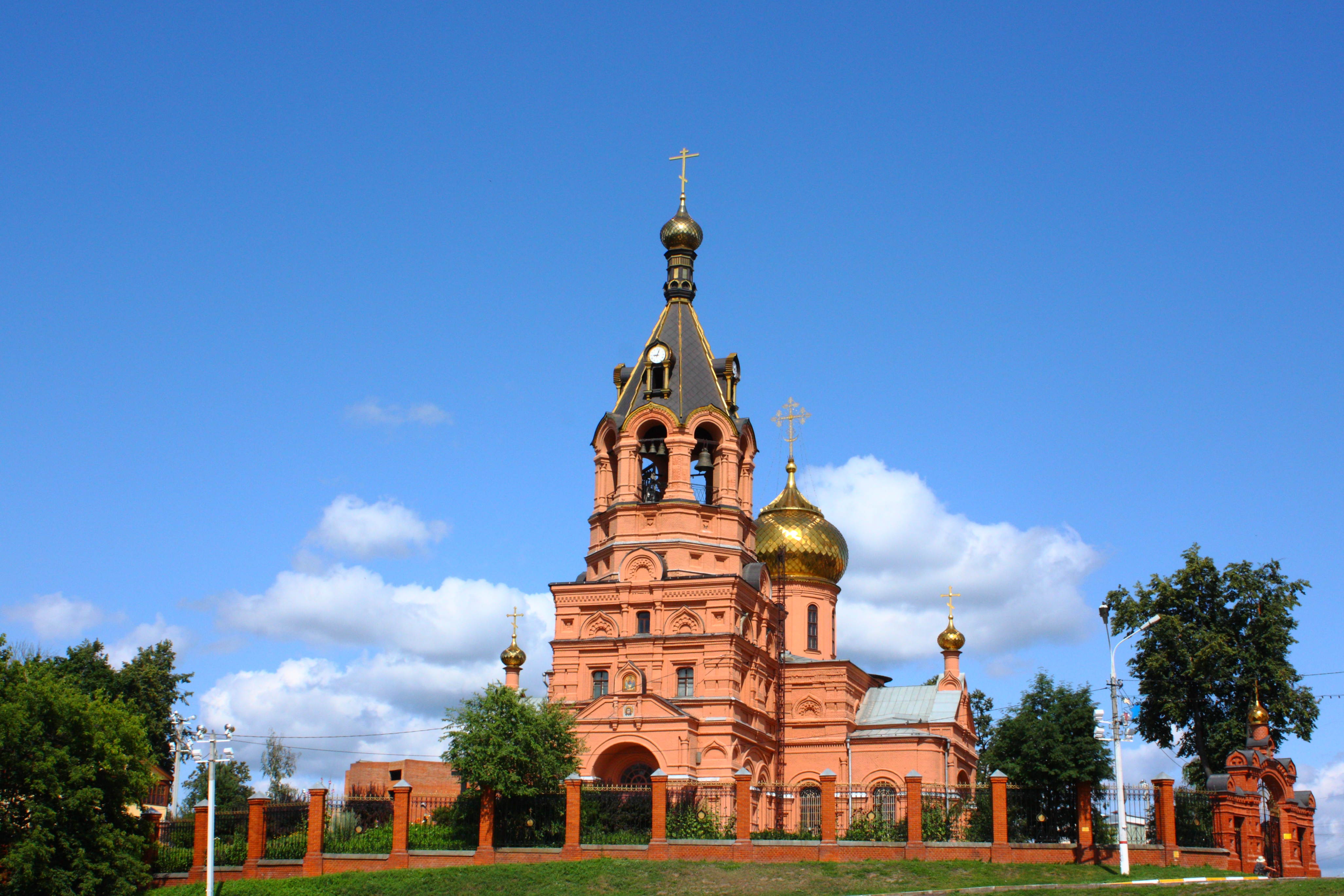
Троицкий собор в Раменском

Ра́менское викариа́тство — викариатство Московской епархии Русской православной церкви. Названа по городу Раменское Московской области.
Учреждено 16 мая 1996 года с назначением архиепископа Николая (Саямы) епископом Раменским.

## Епископы
- Николай (Саяма) (16 мая 1996 — 26 августа 2008)
- Иринарх (Грезин) (13 апреля 2021 — 24 января 2024)
- Алексий (Туриков) (c 24 марта 2024 года)